# Beldgabred
Beldgabred was volgens de legende, zoals beschreven door Geoffrey van Monmouth, koning van Brittannië. Hij werd voorgegaan door koning Sisillius III en werd opgevolgd door zijn broer Archmail. Beldgabred regeerde van 168 v.Chr. - 163 v.Chr. Hij excelleerde in muziek en er werd gezegd dat hij elke muzikant op elk muziekinstrument versloeg. Hij werd de god van de minstrelen genoemd.